# Dipoena turriceps
Dipoena turriceps är en spindelart som först beskrevs av Schenkel 1936.  Dipoena turriceps ingår i släktet Dipoena och familjen klotspindlar. Inga underarter finns listade i Catalogue of Life.